# Efectos de guitarra

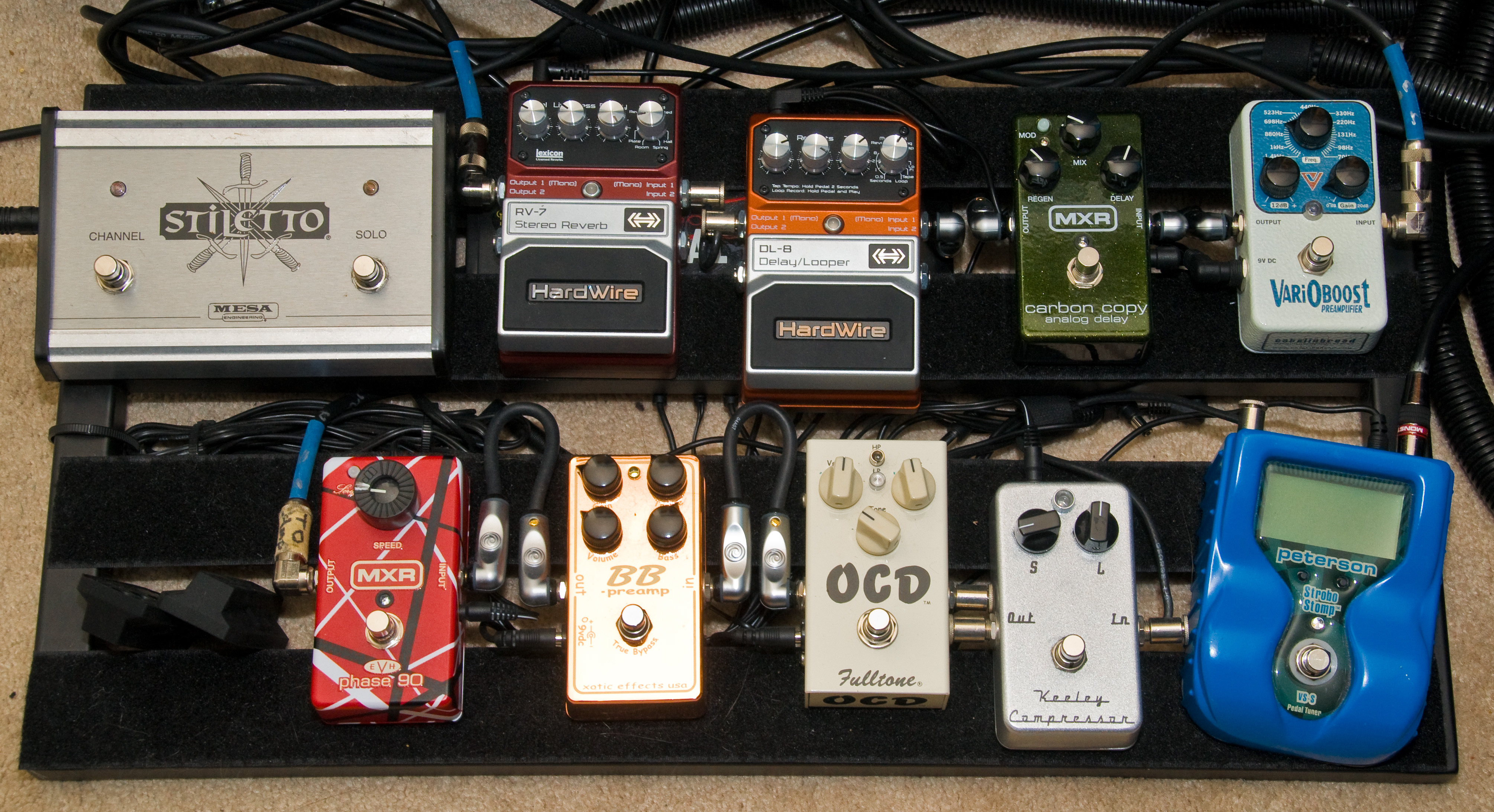
Pedalera de efectos

Los efectos para guitarra (o manipulación de señal) son alteraciones ya sean digitales, analógicas o acústicas en el tono o sonido de una guitarra, normalmente eléctrica. Los efectos para guitarra pueden producirse, bien por causas físicas, como la reverberación; bien por procesadores destinados a cumplir una función específica en la señal, tales como los pedales o los procesadores en formato rack.
Muchos efectos han ayudado a caracterizar muy bien a la música contemporánea desde la década de 1950.

## Historia

### Décadas '40 y '50
El concepto de manipulación de la señal comenzó en los años '40, con la interacción de la saturación. Para ese entonces, los amplificadores de guitarra eran de baja fidelidad, y sólo producían el efecto de distorsión por error al superar el umbral de volumen que el sistema electrónico podía permitir (conocido ahora como Overdrive). En esa época, la distorsión era vista como un error en el sonido que debía ser reparado inmediatamente.
Guitarristas como Les Paul solían experimentar con la creación de guitarras nuevas, o grabaciones multipistas. Sin embargo, no fue hasta los años '50 que comenzó a usarse la saturación a conciencia. Es a Willie Kizart, a quien se le atribuye el primer sonido distorsionado grabado, en 1951, con el sencillo Rocket 88 de Ike Turner & His Kings of Rhythm. La banda, por accidente descompuso una de las dos válvulas de salida de un amplificador Fender, en el camino al estudio. Al no haber repuestos a mano, Kizert usó el tono de una sola válvula, naciendo el primer tono 'Fuzz' conocido en la historia. Chet Atkins, usó en esos tiempos un pequeño previo a transistores del tamaño de una cajetilla de cigarrillos para saturar su amplificador de bulbos. Se le reconoce a Atkins también el haber grabado la primera canción con un efecto Wah (Boo Boo Stick Beat), construido por el mismo, siendo masificado más tarde por reconocidos guitarristas, entre ellos Eric Clapton, Jimi Hendrix, Earl Hooker y Kirk Hammet.
Sin embargo, la masificación del concepto de 'saturación' en la señal surgió en 1961. En ese año, el guitarrista Grady Martin se disponía a grabar un solo con una guitarra Danelectro en los estudios Quonset Hut, establecidos en Nashville, Estados Unidos; sin embargo, el canal de bulbos de la mesa de grabación comenzó a fallar, dándole una saturación natural. Dicho sonido le gustó a Martin, quien grabó la canción "Don't Worry" junto a Marty Robbins con este sonido, que fue todo un éxito. Tras este incidente, la banda The Ventures consiguió uno de los primeros pedales de efectos que simulaba la distorsión accidental de Martin. Así se comenzó a comercializar en 1962 el primer pedal de Fuzz conocido, el "Maestro Fuzztone FZ-1".

### Sonido 'Fuzz'
A partir de ese entonces, fueron muchísimas bandas las que usaron el sonido de saturación y, especialmente, el "Fuzz" fue todo un éxito durante los años '60, en plena revolución de la música. Grandes temas como Think For Yourself (El efecto esta en bajo) de The Beatles,I can't get no (Satisfaction) de Rolling Stones, "You really got me" de The Kinks, en la que Dave Davies rompió los parlantes de un Vox AC30 con una afeitadora; Jack the Ripper, de Screaming Lord Sutch and the Savages. Link Wray, agujereó los altavoces de su amplificador con un lápiz a fin de obtener distorsión, cuyo resultado se puede escuchar en el instrumental "Rumble". A principios de los '60, era común destrozar los conos de los amplificadores para darles ese tono distorsionado; sin embargo, este hecho quedó en el pasado tras la aparición de los pedales de pulsar para el pie, que simulan los mismos efectos. Con esto, también nacieron en esta época una gran cantidad de efectos que son usados hoy en día.
No sólo el Fuzz fue famoso en ese tiempo; el Overdrive también había logrado una gran aceptación gracias al Rock and Roll, al rockabilly y al surf rock. Algunos temas clásicos como Let's go trippin y Misirlou de Dick Dale son ejemplos. Con el tiempo, nacieron exponentes del uso de overdrive, así como también se estableció como sonido clásico del rock británico. Durante los '70 las bandas como Led Zeppelin, Deep Purple, Black Sabbath y las bandas de punk emergentes, se expandió el uso de la alta-distorsión, quedando consolidada con la expansión del Heavy Metal.

### Consolidación del pedal analógico
El resto de los efectos surgió por diferentes formas de manipulación recurrente en el sonido. En los '60 y '70, las empresas más reconocidas de producción de pedales multiefectos y de pulsar nacieron en ese entonces, y varias marcas sacaron al comercio sus innovaciones. Por una parte, los amplificadores Fender incorporaron el reverb en sus amplificadores Twin y mejoraron el sonido produciendo un saturado suave que no aumentaba a mayor volumen, lo que le valió convertirse en el pionero del sonido surf. En Gran Bretaña, ante la creciente fama de los Fender Twin, la empresa fabricante Vox lanzó el amplificador Vox AC30, precursor e ícono de la invasión musical británica, en 1959. Mientras, Jim Marshall buscó un sonido de mayor distorsión que los Fender, para incorporarlo a un amplificador; fue así como nació la industria de los amplificadores Marshall en 1962, la que tuvo que abrir su primera fábrica dos años después, por el disparo de las ventas.
Por otra parte, ya en los años '60 se masificaron los pedales de todo tipo de saturación, consolidándose con ello la simplificación de los efectos de sonido en los pedales de circuito electrónico para pulsar. El hecho de poder pulsarlos con el pie fue un factor determinante por la facilidad que da para usar mucho efectos sin mayor problema. Fuzz Face (Dunlop), fue uno de los más grandes precursores del Fuzz, lanzado en 1966 y masificado por Hendrix. Un año después, nació la empresa Electro-Harmonix, siendo 1969 el año de lanzamiento de sus primeros pedales analógicos. La empresa MXR, fundada en 1973, lanzó en ese mismo año el pedal Phase 90, siendo un innovador en dicho efecto, que hasta ese entonces solo era posible alterando cintas de audio. Boss, creador directo del efecto Chorus, lanzó en 1976 el pedal CE-1 Chorus Ensemble. Esto, en conjunto con varios otros efectos hicieron que el pedal analógico se estableciera y consolidara completamente, como una opción fácil, económica y accesible para la nueva generación de guitarristas que, por aquellos años, demandaba cada vez más y nuevas formas de colorear su sonido.

## Tipos de efectos

### Saturación
Afecta al nivel de saturación o ganancia del sonido en cualquier medida. Dependiendo de las características, se logran alterar distintos armónicos y se opaca la nota fundamental en distintos niveles. La saturación en la guitarra ha sido fundamental en el desarrollo contemporáneo de la música.

Muestra de audio original y posteriormente deformada. Las dos últimas ondas muestran una señal distorsionada.

- Overdrive: Afecta sobre todo al segundo armónico en una cantidad moderada, lo que genera picos irregulares en la señal. Los tonos se centran en los bajos y medios. En teoría, el sonido es más "sucio", pero la nota fundamental es distinguible y la saturación no es muy dura, por lo que aún se distingue un sonido natural de la guitarra. Caracteriza mucho al sonido de la invasión británica de los años '70. Entre los grandes guitarristas que lo utilizaron se encuentran Brian May y Stevie Ray Vaughan.

- Distorsión: Se realzan el segundo y tercer armónicos. La señal se satura mucho, la nota fundamental es indistinguible y la onda es totalmente irregular. Se destacan los tonos medios altos, aunque a mayor distorsión, también hay bajos notables. Sin embargo, los picos realzados son uniformes y compactos, por lo que, aunque en teoría el sonido es totalmente sucio, es agradable al oído. Se ha usado en prácticamente todo el espectro musical actual, y especialmente en los sonidos duros. Sobreexplotado en la década de 1980, es el más reconocido efecto de sonido en la guitarra eléctrica.

- Fuzz: Realza el segundo armónico en forma exagerada, y los picos de la señal se generan en mayor cantidad que en un overdrive. Los tonos se centran en los bajos y medios, no así en los agudos. El sonido es más denso, con poca nitidez. Entre los guitarristas que se distinguen por usar fuzz están Jimi Hendrix, Carlos Santana, Keith Richards de The Rolling Stones, Eric Johnson, Robby Krieger de The Doors, Matthew Bellamy de Muse, Josh Homme de Queens of the Stone Age y George Harrison, Paul McCartney y John Lennon de The Beatles
- Bitcrusher:  Reduce la resolución o el ancho de banda de los datos de audio digital. El ruido de cuantificación resultante puede producir una impresión de sonido "más cálida" o más áspera, dependiendo de la cantidad de reducción.

### Modulación
Los cambios en la modulación son alteraciones del sonido basadas en la amplitud, la frecuencia y la fase de una señal, mezcladas con la señal original. Varios de estos efectos son parecidos puesto que siguen principios básicamente iguales, teniendo diferencias muy pequeñas en los parámetros manipulados. Se asocian a sonidos psicodélicos, lo que caracterizó la música de los '60, aunque en las décadas venideras siguieron siendo muy apreciados.
- Chorus: Mezcla de una señal, con una desafinada y retardada en baja medida con respecto a la original. Por lo general este retardo comprende entre 15 a 25 milisegundos. El resultado práctico es el sonido de dos instrumentos que tocan al unísono, de modo que uno de ellos desafina ligeramente. Fue explotado en la década de los '80, y ha sido usado por varios guitarristas famosos como Steve Lukather, Zakk Wylde, Kurt Cobain y Gustavo Cerati.[10]

- Flanger: Al igual que en el chorus, se duplica la señal, la desafina y la retarda; con la diferencia en el tiempo de retardo, que en el flanging es mucho menos, desde 1 hasta 15 milisegundos. En el flange, las frecuencias medias y altas se modifican de forma que la señal sufre un cambio de fase aritmético, lo que afecta a la onda pendularmente, por la alteración solo de ondas bajas y medias. Surgió como un desperfecto en grabaciones magnetofónicas en cinta de bobina abierta. Fue usado y popularizado por el guitarrista Eddie Van Halen, y por Andy Summers que lo hizo parte de su sello en la mítica banda The Police.

- Phaser: El phase consiste en duplicar una señal, la inversión exponencial de fase en la señal duplicada, el retardo de esta en un rango de 1 hasta 15 milisegundos, y la mezcla entre las dos señales, provocando cancelaciones en toda la onda del sonido. El resultado en el sonido final es un efecto de "barrido de aspa" que resulta agradable al oído. Cabe destacar que el phasing es muy confundido con el flanging, puesto que ambos efectos siguen los mismos principios de modulación. La diferencia está en la inversión de la fase, que en el phase es exponencial, mientras que en el flange es aritmético. Aun así, en los pedales de phase el nivel de inversión de fase es muy variable, al punto que si la inversión es muy poca puede realmente llegar a ser un efecto flanger.

- Trémolo: Consiste en generar oscilaciones periódicas en la amplitud de una señal en función del tiempo. También provoca pequeños cambios de fase que afectan principalmente a las ondas bajas. Se confunde con el efecto vibrato, en donde se altera la frecuencia de un sonido en función del tiempo, no así el volumen de éste. Una canción de ejemplo es la guitarra en "All I have to do is dream" de The Everly Brothers.

- Rotación: Se crea este efecto al hacer girar un altavoz sobre su propio eje, lo que provoca variaciones en la fase del sonido final de la guitarra. En cuando a sus principios físicos, se basa en cierta medida en una mezcla del efecto Doppler y el efecto Trémolo, en menor grado.

### Filtración y Dinámica
En términos técnicos, la filtración consiste precisamente en aplicar un umbral a la ecualización de la señal, eligiendo la cantidad de frecuencias altas y bajas que tendrá el sonido final. Dentro de la filtración en guitarra, el más reconocido es el efecto 'Wah', además de otros reguladores de la ecualización, como la compresión/limitación y supresión de ruido.
- Wah: La filtración en la señal se volvió muy recurrente en la década de 1960, con el uso del efecto 'Wah' como pionero. Si bien el primer pedal legítimo fue construido por Brad Plunkett en conjunto con Del Casher a partir de un amplificador Vox UK,[11] Chet Atkins ya había construido un efecto similar tanto en sonido como en forma física. El efecto en sí se originó en el jazz, con el uso de la sordina en un trombón o en la trompeta. Con la invención del pedal con un potenciómetro dentro, el sonido 'Wah' se tomó mucho más dinámico, y fue popularizado por Jimi Hendrix, Eric Clapton, Jimmy Page, Slash, Kirk Hammett. A la actualidad, el Wah se divide a grandes rasgos, en el Wah a pedal, y el "Auto-Wah". El Auto-Wah necesita estar previamente configurado antes de tocar guitarra, y a diferencia del Wah manual, no posee un potenciómetro, sino que utiliza un oscilador de frecuencias bajas y trabaja en función del tiempo, aunque depende del pedal específico.
- Talk-Box: Sigue el mismo principio de filtración que el Wah, con la diferencia de que abarca un espectro de filtro muchísimo más grande que el Wah normal, que corresponde al de la voz y habla humana. Para esto se necesita precisamente un micrófono cerca o dentro de la boca de una persona, conectada a un pedal de pulsar y a la guitarra. Fue creado por Bob Hulzon en 1973, y usado por guitarristas como Jeff Beck, Peter Frampton, Joe Perry, Richie Sambora, Dave Grohl, entre otros.Muestra de audio inicial.

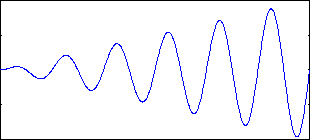
Muestra de audio inicial.

- Compresión: La compresión de una señal es un proceso electrónico de sonido donde a la señal de la guitarra se le aplica una 'marca' para nivelar la amplitud de esta en toda su longitud. También se aumenta o se disminuye la señal en función de una razón matemática. Como consecuencia, la diferencia entre las partes más y menos amplias de la señal se reducen con la compresión aplicada, y el volumen del sonido es igualado en la medida de los parámetros a los que está sujeto el efecto. Andy Summers de The Police y David Gilmour de Pink Floyd son algunos de sus usuarios.
- Limitación: La limitación está muy asociada a la compresión, siendo, de hecho, un factor fundamental dentro de la misma. En la limitación, a partir del umbral, la señal se reduce de forma brusca, y no contempla el aumento del volumen en las partes más bajas; en términos prácticos, la limitación solo se reduce a reducir el volumen o ponerle un tope o máximo, no a amplificarlo. Existen pedales analógicos compresores para su uso en vivo, aunque para usos más profesionales se usan efectos en rack. El uso de compresión es indispensable para grabaciones mínimamente profesionales.Muestra de audio comprimida.

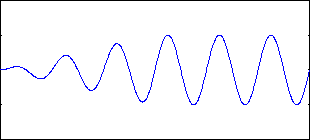
Muestra de audio comprimida.

- Sustain: El sustain o mantenimiento de la nota se denomina al tiempo que una nota, tocada una sola vez, puede seguir sonando hasta que deja de ser audible al oído humano. En términos más técnicos, es la propiedad de una cuerda de mantener la vibración, y depende de la cantidad de energía de vibración de las cuerdas que logra ser absorbida y no devuelta por la madera de la guitarra. El resultado del Sustain depende de varios factores de la guitarra: las maderas de cada parte de la guitarra, el tipo de construcción de mástil que posea, el grosor de las cuerdas y la proximidad de estas a las pastillas; el largo del mástil, la rigidez de la pala, instalación adecuada de los trastes, y del alma. Aunque el Sustain es más bien un efecto físico que se busca más en las guitarras de buena calidad, hay efectos destinados a alargar la duración de la nota, siendo más común encontrarlos en formato rack para un mayor abanico de opciones sonoras. The Edge de U2 es el más reconocido por usar un "sustain infinito" en canciones como With or Without You.

- Swelling: También volume swell, es el equivalente a un crescendo en guitarra. Las notas tocadas en una guitarra se caracterizan por tener un 'ataque' inicial, en donde se producen frecuencias altas que deforman la nota fundamental y que dan un sonido golpeado al principio de cada nota. A medida que la vibración siga, dichas frecuencias bajan su intensidad y, en consecuencia, la nota al final suena más suave que al principio. El swelling invierte este proceso reduciendo los altos del sonido inicial. Hay dos formas de realizarlo: el más común y práctico es utilizando el control de volumen de la guitarra eléctrica; o bien usando un pedal de volumen destinado a invertir el ataque de la señal. En países de habla inglesa se le llama 'violining' por la similitud con el sonido de cuerdas como el violín. Algunas de las primeras bandas en usar swelling fueron The Beatles, Roy Buchanan, The Allman Brothers Band, Focus y Glass Harp. Allan Holdsworth es pionero en este sonido con pedal de volumen.

- Panning: El panning no afecta a la señal de la guitarra de ninguna manera, es más bien un efecto dinámico en donde el volumen baja alternativamente en dos parlantes que reciban la misma señal, dando la sensación de que el sonido se mueve de un parlante a otro. Por esta razón la única forma de utilizarlo en directo es con dispositivos destinados a ello y con un mínimo de dos amplificadores o, en su defecto, parlantes. Tiene 2 parámetros esenciales: la cantidad de volumen que se reduce y la velocidad del panning.

### Repetición
- Reverberación: La reverberación o reverb, originalmente es un efecto producto de la reflexión del sonido. Cuando el sonido choca contra un material y no es capaz de atravesarlo fácilmente, este material absorbe parte de las vibraciones, mientras que el resto retorna en sentido contrario. En consecuencia, al provocar un sonido en un lugar lo suficientemente cerrado para que el sonido no escape, da la sensación de escuchar un eco del sonido pero difuminado. Esto, en los conservatorios y lugares donde se ofrecían conciertos era un factor de importancia, puesto que el sonido llegaba de distinta manera, con mayor o menor intensidad, a los oyentes. El nivel de reverberación depende mucho del volumen del sitio cerrado, así como de la potencia del sonido. Hay dos tipos de reverberación: la natural y la artificial. La natural siempre se produce, aunque no siempre es percibida por el oído humano; y la artificial es la creada por dispositivos que distorsionan la señal recibida y repiten dicha señal, pero distorsionada o "difuminada", por un lapso de tiempo.

En la música popular se ha aprovechado la reverberación artificial como un recurso de mucha utilidad, y es de mucha importancia en las grabaciones. En la segunda mitad del siglo XX, la reverberación fue usada sobre todo en grabaciones vocales y en las cajas de batería eléctrica. Particularmente, es en la música de la década de 1980 donde más bandas de música utilizaron reverberación artificial desmesuradamente.
- Delay: Es un efecto que consiste en la multiplicación de una señal de guitarra tomada previamente, y que se reproduce con un retraso variable una o más veces. Es uno de los primeros efectos que nacieron gracias a la manipulación de las cintas de grabación de estudio alrededor de los años 1950; sin embargo, la demanda de este efecto para los directos hizo que se innovara con varios artefactos, y culminando con el efecto análogo que comenzó a comercializarse en los años 1970.

### Atemperamiento
El atemperamiento o atemperación del sonido es cambiar la frecuencia de un sonido, cambiándolo directamente o agregándolo al original formando una armonía.
- Vibrato: El vibrato es la forma más sencilla de atemperamiento y la más suave. En el vibrato, la frecuencia de una nota varía periódicamente y de forma leve, aumentando y disminuyendo, generalmente no más allá de 1/4 de tono, produciendo una especie de "vaivén" u "ondeo" del sonido. El vibrato es notable y "natural" en la voz humana, por ejemplo, pero no en la guitarra eléctrica. Se pueden utilizar vibratos electrónicos en la amplificación, pero es más recurrente hacerlo de forma manual, moviendo el dedo en el traste de la guitarra.
- Whammy: El whammy es la exageración del vibrato a diferencias mucho más grandes de frecuencias que este último. Mientras que el vibrato abarca diferencias de no más de 1/4 de tono respecto al sonido original, el whammy puede llegar tan lejos como se pretenda o se pueda llegar con la guitarra. Existe la barra trémolo en las guitarras que, curiosamente, no hacen un efecto trémolo, sino que ejecutan un vibrato o whammy cambiando la tensión las notas y, en consecuencia, bajando o subiendo la frecuencia a la que vibran las cuerdas. Existen dispositivos de efectos destinados a cambiar la frecuencia de las notas en reemplazo de la barra trémolo en donde, si la guitarra carece de microafinación o de un puente especializado en mantener la tensión primitiva, puede ir desentonando y descalibrando la guitarra progresivamente.
- 'Armonización: La armonización es una forma de atemperamiento distinta del vibrato y el whammy porque no se refiere a modificar la señal de sonido original, sino que a agregar otros tonos a la misma fuente de amplificación. Se entiende como un efecto a utilizar dispositivos de efectos en la cadena de amplificación, a producir armonías en guitarra. Dentro de esta categoría entran los octavadores, y los armonizadores más recurrentes son los de intervalos de quintas y terceras.

### Simulador Acústico
Este pedal cosiste en un proceso digital en la cual se transforma la señal del sonido de la guitarra eléctrica en un sonido como el de una acústica.

## Formato

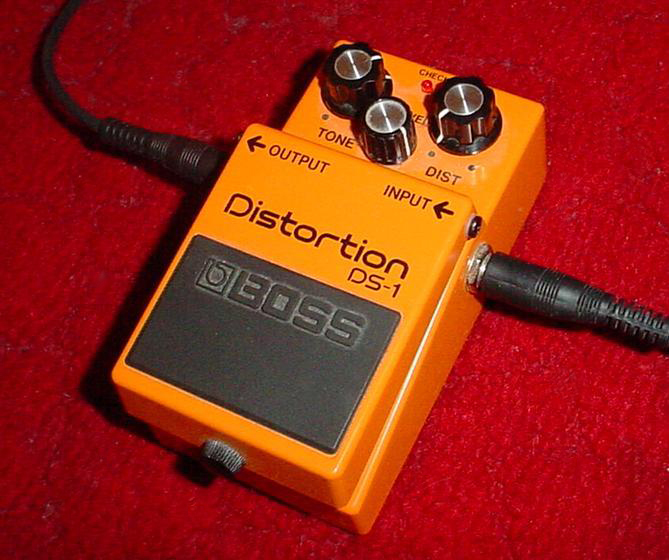
Pedal Boss DS 1.

Existen varios tipos de formato, dependiendo de los requerimientos del guitarrista:
- Pedal analógico: O "stomp box" en inglés, consiste en un circuito electrónico dentro de una caja compacta y normalmente metálica, que se enciende o apaga con un botón. El circuito incluye potenciómetros para modificar los parámetros de éste. Son ideales para tocar en vivo, pues el guitarrista solo pulsa el botón con el pie, siguiendo con las manos libres para ejecutar. En efecto, varios pedales analógicos interconectados entre sí modificarán aún más la señal de entrada, pero el sonido final dependerá del orden en que se dispongan los efectos de la cadena, incluyendo la etapa previa y de potencia del amplificador -gracias al sistema de válvulas y/o transistores-. Este factor es utilizado y aprovechado por muchos guitarristas experimentados, como Tom Morello. El conjunto de pedales se denomina comúnmente "pedalboard".
- Pedalera multiefecto: Cuando en la misma unidad se integran diferentes efectos, se consigue que el guitarrista tenga a su disposición en un solo dispositivo todos los recursos a utilizar según su repertorio. En la actualidad la gran mayoría de multiefectos se basan en tecnología digital. Los efectos pueden cambiarse tanto en el orden de la cadena como en el nivel de cada uno en el sonido resultante. También tienen un sistema electrónico que permite almacenar dichas configuraciones. En pedaleras más profesionales se incluye un software actualizable mediante lenguaje MIDI.
- Formato Rack: Tanto para uso en vivo como para estudio, los efectos en este formato pueden dar un abanico de sonidos más amplio que los pedales de pie, además de dar la posibilidad de ser controlables inalámbricamente. Los efectos para racks son de uso casi exclusivamente profesional. Las razones de esto son: el elevado precio de cada uno de los efectos, y porque un rack está pensado para integrar varios de estos efectos en él, avalando aún más lo primero. Con todo, la señal sigue el mismo proceso de alteración que con pedales analógicos para pie.
- En amplificadores: Los amplificadores, salvo algunas excepciones, llevan siempre algún tipo de efecto integrado en la etapa previa de amplificación. Normalmente es distorsión y/o reverb en un combo para guitarristas iniciados. Para experimentados hay amplificadores con más efectos, como el control de tono y distintos tipos de saturación; muchos amplificadores emuladores llevan grandes cantidades de efectos como delay, armonización en octavas, chorus, trémolo, distorsiones y limpios clásicos de otros amplificadores, etc. Tal es el caso de los amplificadores Line 6 y Roland.
- Efectos mediante software: En los últimos tiempos han proliferado los programas de edición de efectos (como Guitar Rig), propios de los sistemas de grabación, que requieren la utilización de un  computador. Algunas unidades de multiefectos tienen su propio software ejecutable, pudiéndose editar y modificar mediante el ordenador.